# サンターラー
サンターラー（santhārā）またはサッレーカナー（sallekhanā）は、ジャイナ教の宗教行為であり、徐々に食事の量を減らしていき、最終的に断食による死を選ぶことをいう。
白衣派ではサンターラー、空衣派ではサッレーカナーと呼ばれる。

## 概要
サンターラーによる死はよりよい場所への転生を約束するものとして、何世紀にもわたってジャイナ教徒は餓死を選んだ。出家者に多いが、在家の信者でも一般的に行われ、男女ともに行われる。
以下の場合にサンターラーを選ぶことが認められるが、実際に行われるのは老齢か病気の場合が普通である：
1. 敵にとらえられるなどして信仰が保てない場合
2. 飢饉などで適切な食物が得られない場合
3. 老齢の場合
4. 病気で回復の見込みがない場合

現代ではサンターラーはひとりで勝手に行うのではなく僧侶による監督下で行われる。まず食事と飲み物の量を減らしていき、ついで固形物を断ち、飲み物も牛乳からジュースへ、さらにただの水へと栄養分を減らし、最終的に完全な絶食に至る。その間、ナマスカーラ・マントラを唱えるか、まわりの人にとなえてもらう。
現実にサンターラーを行う人間は多くないが、ジャイナ教徒にとって崇高な行為であると認められている。サンターラーの研究者であるジーテーンドラ・シャーによると、1年間に平均240人ほどがサンターラーを行っているが、大部分は記録されないという。1993年から2003年までに記録されたサンターラーによる死者数は白衣派で260、空衣派で90であった。

## 問題
現代の倫理からサンターラーは人道的に問題があるように見えるが、ジャイナ教徒は個人の衝動的行為である自殺と、平穏で集団によって認められたサンターラーを区別する。サンターラーは人生のすべての目的を達したか、または人生の目的をとげることを身体が許さなくなったときに行われる、自己を浄化するための宗教的な習慣であるとする。
2006年にラージャスターン州において公益訴訟が行われ、原告は、サンターラーがインド憲法第21条「生命に対する権利」をおかしており、このために第25条「宗教活動の自由」による保護対象ではなく、違法であると主張した。またサンターラーを支持することは自殺幇助にあたると主張した。2015年8月10日にラージャスターン州の高等裁判所はサンターラーがジャイナ教にとって必須のものではなく、ヒンドゥー教におけるサティー（殉死）の習慣と同様に人権的問題があり、州が禁止すべきだとした。この判決に対して大々的な抗議運動が行われた。インドでは自殺行為は刑法で禁じられているが、ジャイナ教の側からは食事をしないことはいかなる行為にもあたらないとする主張もなされた。2015年8月31日に最高裁判所はこの判決を破棄した。